# タプティムグロープ
タプティムグロープ（タイ語: ทับทิมกรอบ、発音 [tʰáp.tʰīm krɔ̀ːp]  ;原義は「サクサクとしたルビー」）は、タイ王国で広く食されているデザートのひとつである。 その知名度は高く、アメリカのCNNトラベルによって「世界で最高の50のデザート」の1つに選ばれたこともある。  グレナデン・シロップに漬けられた水栗を主たる材料とする。  その赤を基調とした粒々が目立つ独特な外見から外観から「ザクロの種」や「ルビー」という異名を持つ。  ココナッツミルクやアイスキューブと共に食べられることが多い。 